# Näs kyrka, Gotland
Näs kyrka är en kyrkobyggnad som tillhör Havdhems församling i Visby stift. Den ligger på Gotland i Näs socken som utgörs av näset ovanför Burgsviken vid Gotlands sydvästra kust. Kyrkan har en central placering i förhållande till gårdar och vägnät.

## Kyrkobyggnaden
Den medeltida kyrkan består av långhus, kyrktorn i väster, smalare rakt avslutat kor i öster samt sakristia på korets nordsida. Byggnadsmaterialet är sandsten med kalksten i portalerna. Långhus, torn och kor är enhetligt uppförda under 1200-talets senare del. Sakristian tillkom 1814 och utvidgades 1862. Kyrkans fasader är vitputsade, med undantag för hörnkedjor och omfattningar där stenen lämnats frilagd. Långhuset, det lägre koret samt sakristian täcks av tegelklädda sadeltak. Tornet har en smalare överdel, ovanför pulpettak i norr och söder, och kröns av en kort spira med ljudgluggar; nuvarande övervåning och tornspira är från 1864. Ingångar finns på tornets nordsida samt på korets respektive långhusets södra sidor; portalerna har spetsbågiga omfattningar, långhusportalen har skulpterade kapitälband, tornportalen rekonstruerades 1989–1990. Korets östfönster är ursprungligt, övriga fick sin nuvarande utformning vid en restaurering 1910. Kor, långhus och ringkammare täcks invändigt av varsitt tältvalv; långhusvalvet är ett av Gotlands största. Triumf- och tornbågen är spetsbågiga. Vid arkitekten Jan Utas restaurering 1989–1990 framtogs kalkmålningar. Korets ornamentala målningar, inklusive triumfbågens kvadermålning, härrör från 1200-talets senare del, medan långhusets passionssvit (två scener synliga) tillhör Passionsmästarens krets från 1400-talet. Rester finns även av efterreformatorisk målningsdekor. Av intresse är också kyrkans medeltida putsristningar samt en väl bevarad vigvattensnisch i långhusportalens inre smyg.

## Inventarier
- Altaruppsatsen av sandsten är tillverkad i Burgsvik 1692. Motivet är Abraham i färd med att offra sin som Isak, flankerad av Mose och Aron.
- Altarskrank och korstol är från 1600-talet.
- Dopfunten är från 1699.
- Predikstolen är möjligen tillverkad 1706.
- En fattigbössa är från 1786.
- Ett votivskepp från 1870-talet är en gåva av en sjöman från Näs.
- Triumfkrucifixet är en kopia av ett medeltida krucifix.

### Orgel
Orgeln byggdes 1967 av Andreas Thulesius, Klintehamn, och är en mekanisk orgel.
| Manual        | Pedal      | Koppel  |
| Gedackt 8’    | Subbas 16' | Man/Ped |
| Rörflöjt 4’   |            |         |
| Oktava 2’     |            |         |
| Kvinta 1 1⁄3’ |            |         |

## Kastal
1986 undersöktes grundlämningar efter vad som på kartmaterial från mitten av 1800-talet anges ha varit en kastal invid Näs gamla skolhus. Stengrunden bestod av 1,2 m stora gråstenar i enkel, enskiftad rad och var ca 5,5x3,8 m (N-S) stor. Resterande del antas kvarligga under skolhuset. Grunden låg omedelbart under markytan och var lagd på steril mark.